# 쓰촨어
쓰촨어(중국어 간체자: 四川话, 정체자: 四川話, 쓰촨어 병음: Si4cuan1hua4, IPA(쓰촨어): [sɨ˨˩˧tsʰwan˥˥xwa˨˩˧], 한어 병음: Sìchuānhuà)는 주로 중국의 쓰촨성(四川省)과 충칭시(重慶市)에서 쓰이는 중국어의 방언이다. 서남관화(西南官話)의 갈래이며, 그 중에서도 파촉어(巴蜀語)에서 유래한 청위편(成渝片)과 관츠편(灌赤片)으로 구성된다. 현재 쓰촨어의 사용자 수는 약 1억 2천만 명으로, 일본어보다 적고 독일어보다 많다. 오늘날의 쓰촨어는 원나라 말 명나라 초의 대규모 이민인 호광전사천(湖廣塡四川)이 있던 시기에 형성되었는데, 명나라 이전에 쓰촨에서 유행하던 파촉어와 광둥(廣東) 및 장시(江西) 등지에서 온 이민들의 방언이 점차 뒤섞이고 변천한 결과이다. 청위편에 속하는 청두어(成都語)는 촨극(川劇)을 비롯한 각종 사천 설창(說唱)예술의 표준음이다. 쓰촨어 내부의 상호의사소통성은 양호하며, 각 방언구역들 사이에는 소통 장애가 없다. 따라서 쓰촨어 자체는 표준음을 가지지 않는다.
언어학자들은 쓰촨어가 '쓰촨 방언'과 동등하지 않다고 본다. 쓰촨의 방언에는 그 밖에도 하카어(客家語)에 속하는 토광둥어(土廣東話)와 샹어(湘語)에 속하는 노호광어(老湖廣語) 등이 있으며, 이들의 분포는 방언섬의 형태를 띤다. 쓰촨 성에는 티베트어(藏語)·이어(彝語)·창어(羌語)의 사용자도 많은 수 존재한다. 그러나 쓰촨어가 사실상 쓰촨·충칭의 공통어이기 때문에, 토광둥어 및 노호광어 사용자는 보통 쓰촨어 사용자이기도 하며, 또한 일부 티베트족(藏族)·이족(彝族)·창족(羌族) 지역, 특히 주(州)정부 및 현(縣)정부 소재지인 시창시(西昌)·캉딩시(康定)·야장현(雅江)·자오줴현(昭覺)·마얼캉시(馬爾康)·쑹판현(松潘)·단바현(丹巴) 등에서는 청위편과 유사한 말씨의 쓰촨어가 통용된다.

## 명칭
쓰촨어는 쓰촨화또는 쓰촨관화(四川官話)로도 불리며, 학술적으로는 토광둥어(土廣東話)와 노호광어(老湖廣語)를 비롯한 다른 쓰촨 방언과 구별된다. 쓰촨 민간에서는 호광전사천(湖廣塡四川)을 연유로 호광화(湖廣話)라고도 불렸으나 지금은 많이 드물다. 민간에서는 줄여서 촨어(川語) 또는 촨화(川話)라고도 부른다. 쓰촨의 하카인(客家人)은 쓰촨어가 공통어의 위상을 가지고, 자신들의 광둥 토착어 방언섬이 쓰촨어 사용 지역에 의해 둘러싸인 까닭에, 쓰촨어를 웨이위안(威遠)·룽창(隆昌)에서는 '거리의 말'이라는 뜻의 제창(街腔), 시창에서는 '사방의 말'이라는 뜻의 쓰와이화(四外話), 이룽(儀隴)에서는 쓰린화(四隣話) 또는 쓰리화(四里話)로 부른다. 쓰촨의 노호광어 사용자는 쓰촨어를 러즈(樂至)에서는 구이저우창(贵州腔), 다현(達縣)에서는 쓰핑화(四平話) 또는 핑화(平話) 또는 쓰핑창(四平腔)이라고 부른다. 쓰촨의 창족(羌族)은 쓰촨어를 한화(漢話)라고 부른다. 그 밖에도 쓰촨 각지의 지방지에서는 쓰촨어를 촉어(蜀語) 또는 촉방언(蜀方言) 또는 보통화(普通話) 등으로 지칭했었다. 학계에서는 명나라 이전에 쓰촨 지역에서 유행한 언어를 촉어 또는 파촉어라고 지칭함으로써, 명청 이후 파촉어 및 각지 이민의 방언이 융합하여 형성된 쓰촨어와 구분을 둔다.

## 분포

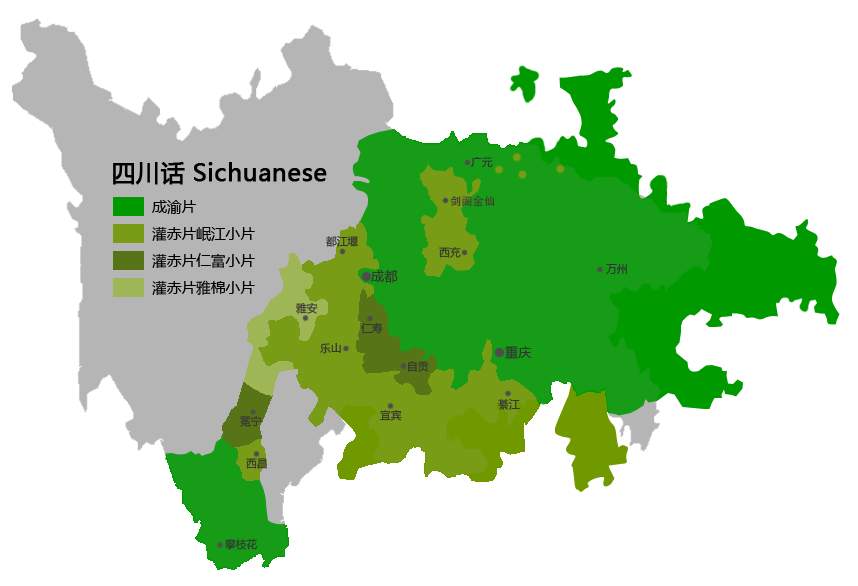
쓰촨어의 지리적 분포

쓰촨어 사용 인구는 주로 쓰촨분지(四川盆地) 일대에 분포되어 있으며, 쓰촨성(四川省)과 충칭시(重慶市)의 일부 비(非)한족 집거구를 제외한 모든 지역과, 산시(陝西)·후베이(湖北)·윈난(雲南)·구이저우(贵州) 등 성(省)에서 쓰촨이나 충칭과 접경하는 일부 시 및 현을 포함한다. 현재의 사용 인구수는 약 1.2억이며, 가장 많은 인구가 사용하는 중국어 갈래 중의 하나이다. 쓰촨어 내부의 상호의사소통성은 양호하며, 어휘·문법·음운 등 많은 면에서 서로 어느 정도 일치한다. 쓰촨어의 방언구역은 보통 옛 입성의 현재 발음에 따라 양평으로 발음하는 청위편(成渝片), 원래대로 발음하는 관츠편(灌赤片) 민장소편(岷江小片), 거성으로 발음하는 관츠편 런푸소편(仁富小片), 그리고 음평(陰平)으로 발음하는 관츠편 야몐소편(雅棉小片) 총 4개로 분류된다.
쓰촨어가 중고시대 파촉어(巴蜀語)의 특징을 보존하는 정도는 방언구역마다 차이가 있다. 촨베이(川北)·촨둥(川東)의 청위편의 경우, 지리적인 이유로 명청 이래 호광(湖廣) 등지 이민의 집거구가 형성됨에 따라 외래 언어의 영향을 많이 받아 옛음이 잘 보존되지 않았으며, 언어가 발전하는 양상을 뗬다. 반면 촨시(川西)·촨난(川南)의 관츠편은 토착 주민이 많이 남아있었고 이민이 비교적 적었으므로, 옛음이 많이 보존되었으며, 언어가 안정적으로 유지되었다. 전자는 쓰촨어의 '신파(新派)', 후자는 쓰촨어의 '구파(舊派)'라고 여겨진다. 관츠편의 대부분 지역은 입성이 보존되었다. 관츠편의 일부 지역은 입성의 발음이 거성으로 변화하였지만, 고파촉어(舊巴蜀語)의 입성과 거성이 유사한 점을 생각하면 이러한 발음 변화도 중고시대의 발음을 일부 보존하였다고 볼 수 있다. 그 밖에도 관츠편은 중고시대 파촉어의 많은 어휘를 보존하였다.
| 방언구역        | 특징                   | 분포 지역 |
| --------------- | ---------------------- | --- |
| 청위편          | 입성이 양평으로 변화함 | - 촨둥·촨베이 대부분 - 촨시 청두평원(成都平原) 동북부 - 쓰촨성(四川省) 서남부 8개 시(市)·현(顯): 판즈화시(攀枝花市)·옌볜현(鹽邊縣)·옌위안현(鹽源縣)·더창현(德昌顯)·미이현(米易顯)·후이리현(會理顯)·후이둥현(會東顯)·닝난현(寧南顯) - 산시성(陝西省) 남부 및 후베이성(湖北省) 서부 일부 시·현 |
| 관츠편 민장소편 | 입성이 보존됨          | - 쓰촨분지 서남부 민장(岷江) 유역 및 장강(長江) 양안 44개 시·현 - 기타 4개 시·현: 시창시(西昌市)·시충현(西充顯)·옌팅현(鹽亭顯)·서훙현(西洪顯) - 구이저우성(貴州省)·윈난성(雲南省) 북부 일부 시·현                                                                                            |
| 관츠편 런푸소편 | 입성이 거성으로 변화함 | - 타강(沱江) 하류 8개 시·현: 런서우현(仁壽顯)·징옌현(井硏顯)·웨이위안현(威遠顯)·쯔궁시(自貢市)·푸순현(富順顯)·네이장시(内江市)·룽창현(隆昌顯) - 2개 현: 쥔롄현(筠連顯)·몐닝현(冕寧顯) - 윈난성 북부 옌진현(鹽津顯)                                                                           |
| 관츠편 야몐소편 | 입성이 음평으로 변화함 | - 촨시 서부 7개 시 및 현: 야안시(雅安市)·루산현(蘆山顯)·스몐현(石棉顯)·밍산구(名山區)·톈취안현(天全顯)·바오싱현(寶興顯)·한위안현(漢源顯) |

## 역사
쓰촨어는 상고시대의 비(非)한족 언어인 고파어(古巴語)와 고촉어(古蜀語)에서 기원한다. 오늘날의 쓰촨어에도 이들 언어에서 유래한 어휘들이 남아있는데, '壩'(평지)·'姐'(어머니)·'養'((존칭) 당신)이 그 예이다. 그 뒤로부터 쓰촨어는 파촉(巴蜀) 지역의 역사와 이민의 영향 아래 발전과 변화를 지속하였다. 우선 진(秦)이 파(巴)와 고촉(古蜀)을 멸한 뒤에 파촉 지역에는 중국어파에 속하지만 자기만의 특색을 갖춘 파촉어(巴蜀語)가 형성되었다. 명청 시대에는 호광(湖廣) 등지의 이민이 쓰촨(四川)으로 대량 진입함에 따라 파촉어와 각지 이민 방언이 융합하여 변천을 거듭한 끝에 오늘날의 쓰촨어가 형성되었다.

### 상고시대
상고시대의 쓰촨 분지에는 파족(巴族)과 촉족(蜀族)이 있었으며, 파와 고촉 양국이 병존하였다. 이들은 각각 고촉어와 고파어라는 서로 독립된 언어를 갖췄으며, 합쳐서 파촉부호(巴蜀符號)라고 부르는 서로 독립된 문자 체계를 갖추고 있었다. 고파촉어는 당시의 화하어(華夏語)와 분명하게 달랐으며, 오늘날의 창어(羌語)·자룽어(嘉戎語)·이어(彝語)·나시어(納西語)·투자어(土家語)와 밀접한 연관이 있다. 기원전 316년, 진은 파와 고촉을 멸하고 중원 화하족(華夏族)의 제도와 정령을 점차 파촉 지역까지 펼쳐나갔다. 또한 파촉 지역을 향한 대량의 이민이 시작되었으며, 파촉 지역에 고파촉어와 화하어가 공존하면서 서로 영향을 주고받게 되었다. 그 후 진한 시대 때 중원의 한족이 쓰촨으로 대량 진입하였는데, 이들이 쓰촨 토착의 파촉족과 융합하여 파촉 특유의 한족민계(漢族民係)가 형성되었으며, 전한 말에 비교적 통일된 파촉어가 형성되었다. 《문선(文選)》 제4권에서, 좌사(左思)의 《촉도부(蜀都賦)》를 유규(劉逵)가 주해할 때 원인(援引)한 《지리지(地理志)》에는 "촉인이 중국을 왕래하기 시작하면서 언어가 화하와 다소 비슷해졌다(蜀人始通中國，言語頗與華同)"라는 구절이 있다. 또한 양웅(揚雄)의 《방언(方言)》에 따르면 당시 양익(梁益)(=파촉)의 방언은 이미 진진(秦晋) 방언과 비교적 유사했다.
전한 말에 형성된 파촉어는 상고 중국어의 갈래로서 주로 성조와 어휘 방면에서 다른 갈래와 구별되는 특징을 보였다. 육법언(陸法言)은 《접운서(切韻序)》에서 "친룽에선 거성이 입성이 되고, 양익에선 평성이 거성과 닮았다(秦隴則去聲為入，梁益則平聲似去)"라고 썼다. 황감의 《양문공담원(楊文公談苑)》에는 "여금의 서씨, 옹씨 성은 모두 평성이다. 춘추 서신, 한 옹치 둘 다 그렇다. 촉에선 상성과 거성으로 부르니, 이는 촉인이 항상 평성을 거성 되게 하는 것이다(今之姓胥、姓雍者，皆平聲。春秋胥臣、漢雍齒旨是也。蜀中作上聲、去聲呼之，蓋蜀人率以平為去)"와 같은 구절이 있다. 양웅의 《방언》을 비롯한 역사 문헌은 쓰촨 지역의 특별한 어휘를 대량으로 기록하였는데, 그 중 '壩'(평지)·'姐'(어머니)·'不律'(펜)·'養'((존칭) 당신)·'曲鱠'(지렁이)·'阿婸'(나) 등은 고파촉어의 어휘이며, 이 중 '壩'·'姐'·'養'·'曲鱠'는 오늘날의 쓰촨어에도 남아있다.

### 중고시대
중고시대에 파촉 지역은 경제와 문화의 전성기에 다다랐고, 파촉어는 독립된 언어로서 발전을 계속하였다. 이때의 파촉어는 독립성이 강해 쓰촨을 제외한 지역의 언어와는 소통이 어려웠다. 송나라의 범성대(范成大)가 촉에 머물 때 쓴 《석호시집(石湖詩集)》 제17권 《병신원일안복사예탑(丙申元日安福寺禮塔)》의 시주(詩注)에는 "촉인의 고향 말은 지극히 난해하다, 그들은 경낙음(京洛音)(당시 중원의 언어)을 '노(虜)어'라고 낮춰 부른다. 참위(僭僞) 때 중국을 자처한 탓에, 지금도 습관을 고치지 못했으나, 또한 무엄을 기피하려 하니, '노(魯)어'라고 고쳐 부른다(蜀人鄕音極難解，其爲京洛音，輒謂之‘虜語’。或是僭僞時以中國自居，循習至今不改也，旣又諱之，改作‘魯語’。)"라는 구절이 있다. 이로부터 파촉과 중원 언어는 판이하게 다름을 알 수 있다. 송나라 파촉어를 예로 들면, 파촉어는 여러 방면에서 송나라 음계와 차이를 보였다. 우선 운모의 경우, 분야(分野)와 귀자(歸字)가 달랐다. 예를 들어 양성 한선부(寒先部)의 '言'은 인진문부(人眞文部)로 읽었고, 약탁부(藥鐸部)의 '祈'는 옥촉부(屋燭部)의 '禿'과 같았다. 또한 파촉어의 개음은 합구화(合口化)의 경향이 있었다. 파촉어의 성모에는 고무설상음(古無舌上音)·조이귀정(照二歸精) 등의 옛음 흔적이 남아있었다. 성조의 경우, 평성 글자와 상거성 글자의 귀파(歸派) 역시 큰 차이가 있었다. 예를 들어 송나라 음계에서 평성인 '靑雍句'는 파촉어에서 '靑'은 상성, '雍'·'句'는 거성이다.
중고시대의 파촉어는 특유의 어휘를 대량으로 보유하였다. 그 예에는 '波'(노인)·'偏涷雨'(여름의 폭우)·'百丈'(계선줄)·'漑'(강변 도로)·'塊'(무덤)·'禿'(베다) 등이 있으며, 일부는 오늘날의 쓰촨어에 남아 있다. 상고시대 파촉어의 어휘는 10% 가까이 보존되었으며, 중고시대 파촉어는 약 30%가 보존되었다. 근고시대에 쓰촨 지역의 인구 구성이 격변하였음에도 상고·중고시대 파촉어는 오늘날 쓰촨어의 형성과 발전의 중요한 기초이다.
|          | 기록된 파촉어 어휘 수 | 쓰촨어가 보존한 어휘 수 | 보존율 |
| -------- | --------------------- | ----------------------- | ------ |
| 상고시대 | 34                    | 3                       | 8.8%   |
| 중고시대 | 68                    | 21                      | 30.8%  |
| 합계     | 102                   | 24                      | 23.5%  |

| 어휘                                        | 의미        | 시대        | 출처                                          | 현황                                                        |
| ------------------------------------------- | ----------- | ----------- | --------------------------------------------- | ----------------------------------------------------------- |
| 姐                                          | 어머니      | 한나라      | 《설문해자(說文解字)》                        | 보존됨(잉산현(營山縣)·첸장구(黔江區)·완위안시(萬源市) 등지) |
| 簚(簚의 쓰촨어 발음은 보통화의 彌와 같다)   | 편죽        | 촉한        | 《이등성류(李登聲類)》                        | 보존됨                                                      |
| 鮥子                                        | 철갑상어    | 진          | 《이아·곽주(爾雅·郭注)》                      | 보존됨('腊子鱼'로 변함)                                     |
| 養                                          | (존칭) 당신 | 진          | 《이아·곽주(爾雅·郭注)》                      | 보존됨(중현(忠縣)·펑제현(奉節縣) 등지)                      |
| 棟                                          | 산맥        | 남북조 시대 | 《익주기(益州記)》                            | 보존됨('栋栋'으로 변함)                                     |
| 偏涷雨                                      | 여름의 폭우 | 당나라      | 《문선·이선주(文選·李善注)》                  | 보존됨                                                      |
| 蔎                                          | 차          | 당나라      | 《차경·주(茶經·注)》                          | 보존됨(두장옌시(都江堰市))                                  |
| 波                                          | 노인        | 후촉        | 《감계록(鑑戒錄)》                            | 보존됨(충칭시(重慶市)·네이장시(內江市) 등지)                |
| 竿蔗                                        | 사탕수수    | 송나라      | 《일절경음의(一切經音義)》제14권              | 보존됨                                                      |
| 百丈                                        | 계선줄      | 송나라      | 《언번로(演繁露)》                            | 보존됨                                                      |
| 翠 (또는 鲜翠)                              | 선명하다    | 송나라      | 《노학암필기(老學庵筆記)》                    | 보존됨                                                      |
| 壩                                          | 평지        | 송나라      | 《광운(廣韻)》                                | 보존됨                                                      |
| 浩                                          | 소항구      | 송나라      | 《촉전(蜀典)》에서 인용한 황정견(黃庭堅)의 말 | 보존됨                                                      |
| 師塔                                        | 승려의 묘   | 송나라      | 《노학암필기(老學庵筆記)》                    | 보존됨                                                      |
| 溉                                          | 강변 도로   | 송나라      | 《이견지(夷堅志)》                            | 지명에 보존됨                                               |
| 胡豆                                        | 잠두        | 송나라      | 《태평어람(太平御覽)》                        | 보존됨                                                      |
| 蠚麻(蠚의 쓰촨어 발음은 보통화의 和와 같다) | 쐐기풀      | 송나라      | 《묵장만록(墨莊漫錄)》                        | 보존됨                                                      |

### 근고시대
송나라 말 원나라 초에 파촉 지역은 쓰촨항원전쟁으로 인해 당나라 이래 고도 발달하였던 경제와 문화에 심각한 타격을 입었으며, 인구가 감소하고 경제가 피폐해졌다. 남송(南宋) 가정(嘉定) 16년(1223년)에는 쓰찬 지역에 259만 가구(약 1200만 명, 남송 전체 인구의 23.2%)가 있었으나, 원나라가 쓰촨을 점령한 뒤인 지원 19년(1281년)에는 12만 가구(약 60만 명, 원나라 전체 인구의 0.7%)만이 남아 약 95%가 줄었다. 원나라 말 명나라 초에 이러한 저인구 상황의 쓰촨에 호광(湖廣)·광둥(廣東)·장시(江西) 등에서 온 이민들이 유입됨으로써 쓰촨의 제1차 호광전사천(湖廣塡四川) 대이민 운동이 일어났다. 중고 파촉어와 각지 이민들의 방언이 결합하여 오늘날의 쓰촨어가 점차 형성되어갔다. 명나라 때 쓰촨의 토착 주민의 인구수는 이민에 비하면 여전히 우세하였으며, 쓰촨어는 송원 파촉어에 기초하여 발전을 계속하였으나, 이미 오늘날 촨시(川西)·촨난(川南) 일대의 쓰촨어(관츠편)과 어느 정도 가까웠다.
명나라 말 청나라 초에 작성된 《촉어(蜀語)》를 비롯한 문헌들의 기록에 의하면, 명나라 쓰촨어의 음운의 주요 특징은 다음을 포함한다. 첫째, 입성이 독립된 성조로서 보존되었다. 그러나 촨둥(川東)·촨베이(川北) 지역의 입성(성문 파열음)은 이미 미약해졌다. 둘째, 평성의 음양 구분이 없었다. 따라서 명나라 쓰촨어의 성조는 평성·상성·거성·입성뿐이었다. 셋째, [-m]이라는 운미는 이미 사라지고 [-n]이라는 운미에 병입되었다. 이 세 특징은 당시의 관화와는 완전히 다른 점이다. 《중원음운(中原音韻)》의 기록한 바에 의하면, 북방관화(北方官話)는 적어도 원나라 말부터 입성이 사라졌고, 평성은 음양의 구분이 있었으며, [-m] 운미가 사라지지 않았다. 따라서 쓰촨어와 북방관화는 나란히 발달하지 않았다. 한편 명나라 쓰촨어의 어휘는 단음절이 다수를 이루며, 남방의 여러 중국어와의 유사성을 보인다. 쓰촨어가 형성되는 과정에서 북방관화보다는 남방 중국어의 영향을 더 많이 받았음을 알 수 있다.
명나라 말 청나라 초에 쓰촨 지역은 또 다시 전쟁을 겪어 인구가 격감하였으며, 이는 도촉(屠蜀)이라고 불린다. 도촉과 그 뒤에 일어난 제2차 호광전사천 대이민 운동은 쓰촨 인구의 구성을 격변시켰다. 이민 운동 후의 쓰촨 토착 주민 비율에 대한 추산은 학자에 따라 10%~20%·50%·30% 등의 수치가 제시된다. 그러나, 명나라 말 청나라 초의 전쟁에서 쓰촨 각지가 받은 피해는 서로 큰 차이가 난다. 촨충·촨베이 지역은 전쟁의 영향이 심각하나, 촨난 지역은 전쟁의 영향이 매우 경미하였다. 당시 촨둥·촨베이의 토착 주민들은 촨난 지역이나 그와 인접한 윈난·구이저우 지역을 향해 대량으로 피난하였다. 이로 인해 촨난 지역의 토착 주민 인구수는 여전히 이민에 비하여 우세였을 수 있으며, 특히 어메이·러산·첸웨이 일대가 가장 그러하였다. 이로 인해 송원 파촉어를 기초로 하는 명나라 쓰촨어는 촨난 지역에서 여전히 남아있게 되었다. 동시에 호광·장시·광둥 등지의 대량 이민이 촨둥·촨북으로 진입함에 따라, 쓰촨어의 내부에서 신파(촨둥·촨북)와 구파(촨시·촨난)의 분화가 생기게 되었으며, 이는 오늘날의 쓰촨어에 신파와 구파가 공존하게 되는 국면을 야기했다.

## 음운

### 성조
쓰촨어의 성조는 음평·양평·상성·거성·입성 이렇게 다섯으로 나뉜다. 일부 지역의 쓰촨어는 이미 입성이 사라졌으나, 입성 글자는 일제히 하나의 성조로 병입되었다. 예를 들어 청두어(成都語)에서는 양평, 쯔궁어(自貢語)에서는 거성, 야안어(雅安語)에서는 음평으로 변화하였다. 이는 입성이 여러 가지 성조로 병입된 북방관화(北方官話)와의 차이점이다. 쓰촨어의 총 150개에 달하는 방언점에서, 5개의 성조를 갖춘(입성이 보존된) 방언점은 약 1/3을 차지하는 48곳이며, 4개의 성조를 갖춘 방언점은 약 2/3를 차지하는 102곳이라는 통계가 있다.
쓰촨어의 성조값은 내부의 일치도가 높으나, 다른 서남관화(西南官話)와는 분명한 차이가 있다. 쓰촨어에서 음평은 보통 고평(高平)(오도표기법: 55) 또는 반고평(半高平)(44), 양평은 보통 저강(低降)(21 또는 31), 상성은 보통 고강(高降)(53) 또는 전강(全降)(51), 거성은 보통 저승(低昇)(13) 또는 중승(中昇)(24) 또는 강승(213)이 된다. 입성은 보통 중평(中平)(33) 또는 고평 또는 반고평이다.
| 방언점             | 음평  | 양평  | 상성  | 거성    | 입성            |
| ------------------ | ----- | ----- | ----- | ------- | --------------- |
| 청두시(成都市)     | ˦˥ 45 | ˨˩ 21 | ˦˨ 42 | ˩˧ 13   | 양평으로 변화함 |
| 충칭시(重慶市)     | ˥˥ 55 | ˨˩ 21 | ˦˨ 42 | ˨˩˦ 214 | 양평으로 변화함 |
| 판즈화시(攀枝花市) | ˥˥ 55 | ˧˩ 31 | ˥˧ 53 | ˨˩˧ 213 | 양평으로 변화함 |
| 러산시(樂山市)     | ˥˥ 55 | ˨˩ 21 | ˥˨ 52 | ˨˨˦ 224 | ˧ 3             |
| 루저우시(瀘州市)   | ˥˥ 55 | ˨˩ 21 | ˦˨ 42 | ˩˧ 13   | ˧˧ 33           |
| 야안시(雅安市)     | ˥˥ 55 | ˨˩ 21 | ˦˨ 42 | ˩˦ 14   | 음평으로 변화함 |
| 쯔궁시(自貢市)     | ˥˥ 55 | ˨˩ 31 | ˥˧ 53 | ˨˦ 24   | 거성으로 변화함 |

### 성모
쓰촨어의 성모는 영성모를 포함하여 총 25개가 있다. 쓰촨어의 총 150곳의 방언점 중 우시현(巫溪縣)·펑제현(奉節縣)은 [tʂ]·[tʂʰ]·[ʂ]·[ʐ]·[nʲ]·[f]를 제외한 19개, 충칭시 등 45곳 방언점은 [tʂ]·[tʂʰ]·[ʂ]·[ʐ]·[nʲ]를 제외한 20개, 청두시 등 77곳 방언점은 [tʂ]·[tʂʰ]·[ʂ]·[ʐ]를 제외한 21개, 옌볜현(鹽邊縣) 등 8곳의 경우 [z]·[nʲ]를 제외한 23개, 쯔궁시 등 11곳은 [z]를 제외한 24개, 두장옌시(都江堰市) 등 7곳은 모든 25개의 성모를 갖춘다.
대부분 지역의 쓰촨어에는 권설성모가 없다. 쓰촨어의 총 150곳의 방언점 중 권설 성모가 존재하는 곳은 26곳뿐이다. 그 중 두장옌시 등 7곳에서는 권설 성모는 운모 [ə](시충현(西充縣)은 [ə])의 입성 글자에만 나타나며, 쯔궁시 등 19곳(입성이 거성으로 변화한 방언점 위주)에서만 권설 성모가 여러 운모 앞에 붙을 수 있다. 쓰촨어는 보통화에 없는 성모를 일부 갖춘다. 그 예에는 유성 치경 마찰음 [z] (예: 人[zən2]·如[zu2]), 유성 순치 마찰음 [v] (예: 五[vu3]·乌[vu1]), 연구개 비음 [ŋ] (예: 我[ŋo3]·欧[ŋəu1]), 치경 비음 [nʲ] (예: 你[nʲi3]、宜[nʲi2]) 등이 있다. (글자 예시는 청두어 기준이다.)
|        |        | 양순음 | 순치음 | 설첨음 | 치경음 | 권설음 | 구개음 | 연구개음 |
| ------ | ------ | ------ | ------ | ------ | ------ | ------ | ------ | -------- |
| 파열음 | 무기음 | p 贝   |        |        | t 得   |        |        | k 古     |
| 파열음 | 유기음 | pʰ 配  |        |        | tʰ 套  |        |        | kʰ 可    |
| 파찰음 | 무기음 |        |        | ts 早  |        | tʂ     | tɕ 价  |          |
| 파찰음 | 유기음 |        |        | tsʰ 草 |        | tʂʰ    | tɕʰ 巧 |          |
| 비음   | 비음   | m 没   |        | n 路   |        |        | nʲ 你  | ŋ 我     |
| 마찰음 | 청음   |        | f 发   | s 素   |        | ʂ      | ɕ 小   | x 好     |
| 마찰음 | 탁음   |        | v 五   | z 如   |        | ʐ      |        |          |
| 영성모 | 영성모 | ∅ 儿   | ∅ 儿   | ∅ 儿   | ∅ 儿   | ∅ 儿   | ∅ 儿   | ∅ 儿     |

### 운모
쓰촨어의 운모는 42가지가 있다. 쓰촨어의 총 150곳의 방언점 중 첸장구(黔江區)의 운모는 가장 많은 40개, 서훙현(射洪縣) 등 6곳은 39개, 두장옌시(都江市) 등 8곳은 38개, 충칭시(重慶市) 등 47곳은 37개, 청두시(成都市)등 62곳은 36개, 펑산구(彭山區) 등 12곳은 35개, 훙야현(洪雅縣) 등 5곳은 34개, 메이산시(眉山市) 등 4곳은 33개, 룽현(榮縣) 등 3곳은 32개, 핑산현(屛山縣)·닝난현(寧南縣) 2곳은 가장 적은 31개이다.
|                | 개미운모(開尾韻母) | 개미운모(開尾韻母) | 개미운모(開尾韻母) | 개미운모(開尾韻母) | 개미운모(開尾韻母) | 원음미운모(元音尾韻母) | 원음미운모(元音尾韻母) | 원음미운모(元音尾韻母) | 원음미운모(元音尾韻母) | 비음미운모(鼻音尾韻母) | 비음미운모(鼻音尾韻母) | 비음미운모(鼻音尾韻母) | 비음미운모(鼻音尾韻母) |
| -------------- | ------------------ | ------------------ | ------------------ | ------------------ | ------------------ | ---------------------- | ---------------------- | ---------------------- | ---------------------- | ---------------------- | ---------------------- | ---------------------- | ---------------------- |
| 개구호(開口呼) | ɿ 日               | ɚ 二               | a 大               | o 我               | ɛ 黑               | ai 街                  | ei 批                  | au 包                  | əu 走                  | an 烦                  | ən 樱                  | aŋ 帮                  | oŋ 亩                  |
| 제치호(齊齒呼) | i 一               |                    | ia 牙              |                    | iɛ 叶              | iai 介                 |                        | iau 标                 | iəu 九                 | ian 变                 | in 兵                  | iaŋ 量                 |                        |
| 합구호(合口呼) | u 五               |                    | ua 瓜              |                    | uɛ 国              | uai 乖                 | uei 类                 |                        |                        | uan 段                 | uən 春                 | uaŋ 光                 |                        |
| 촬구호(撮口呼) | y 鱼               |                    |                    | yo 药              | ye 绝              |                        |                        |                        |                        | yan 鲜                 | yn 泳                  |                        | yoŋ 蓉                 |

#### 원음송긴대립
약 1/3의 구역의 쓰촨어에서, 입성은 독립된 성조를 이루나, 입성의 파열음 운미는 이제 뚜렷하지 않다. 러산시 등지에만 미약한 성문 파열음이 남아있는데, 이 지역들의 입성 글자의 발음은 아주 짧게만 지속되며, 임의의 길이로 늘일 수 없다. 이는 쓰촨어에 입성 글자에만 사용되는 운모들이 존재하기 때문이다. 그 예에는 [iæ]·[uæ]·[ʊ]·[ɘ]·[ɐ]·[iɐ]·[uɐ]·[c]·[yʊ]·[yɵ] 등이 있다. 이러한 운모들을 발음할 때에는 후두와 구강의 근육이 긴장하게 됨에 따라 음절이 전체적으로 거칠고 급박한 느낌이 된다. 즉, 입성은 상대적인 음높이뿐 아니라 원음송긴대립(元音松緊對立)을 통해 다른 성조와 구별된다.
| 글자 | 입성이 보존된 지역 | 입성이 보존된 지역 | 입성이 보존된 지역 | 입성이 변화한 지역   | 입성이 변화한 지역 | 입성이 변화한 지역 |
| 글자 | 루저우시           | 충라이시(邛崍市)   | 러산시             | 루딩현(瀘定縣)(음평) | 청두시(양평)       | 쯔궁시(거성)       |
| ---- | ------------------ | ------------------ | ------------------ | -------------------- | ------------------ | ------------------ |
| 搭   | æ                  | æ                  | æ                  | a                    | a                  | a                  |
| 说   | ɵ                  | ʊ                  | o                  | o                    | o                  |                    |
| 黑   | e                  | æ                  | e                  | ɛ                    | ɛ                  | ɛ                  |
| 踢   | ie                 | ie                 | ie                 | i                    | iɛ                 | i                  |
| 出   | ɵ                  | ʊ                  | ʊ                  | u                    | u                  | u                  |
| 欲   | yɵ                 | yʊ                 | yʊ                 | y                    | yo                 | y                  |
| 湿   | ə                  | ə                  | ə                  | ɿ                    | ɿ                  | ʅ                  |
| 掐   | iæ                 | iɐ                 | iæ                 | ia                   | ia                 | ia                 |
| 刮   | uæ                 | uɐ                 | uæ                 | ua                   | ua                 | ua                 |
| 铁   | ie                 | ie                 | ie                 | iɛ                   | iɛ                 | iɛ                 |
| 获   | ɵ                  | uæ                 | æ                  | uɛ                   | uɛ                 | ue                 |
| 阅   | yɵ                 | ye                 | yʊ                 | yɛ                   | yɛ                 | yɛ                 |
| 药   | yɵ                 | yʊ                 | yʊ                 | yo                   | yo                 | yo                 |

### 문백이독
쓰촨어는 공통어(고대의 중원아음(中原雅音)과 근현대의 북방관화)의 영향으로 인해 문백이독(文白異讀) 현상이 생겼다. 백독음은 보통 쓰촨어 고유의 독음의 계승이며, 문독음은 보통 북방관화와 유사하다. 일반적으로 백독음은 일상 생활 용어에, 문독음은 문어체나 새로운 어휘에서 쓰인다. 쓰촨어의 문백이독은 지속적으로 변화하는 중이나, 근십년에는 중국 정부의 보통화 보급으로 인해 문독음이 점차 우세를 점하고 있으며, 일부 글자나 단어는 문독음만이 사용되는 상태에 다다랐다.
| 글자 | 백독           | 문독            |
| ---- | -------------- | --------------- |
| 严   | 把门关严[ŋan2] | 严[nʲian2]肃    |
| 下   | 等一下[xa4]    | 下[ɕia4]午      |
| 等   | 等[tʰən4]几天  | 等[tən3]待      |
| 横   | 横[xuan3]顺    | 纵横[xuən2]     |
| 胯   | 胯[kʰa4]       | 胯[kʰua4]下之辱 |
| 逼   | 逼[pie1]人     | 逼[pi2]迫       |

### 연속변조
연속변조 현상은 쓰촨어에서 흔히 보이나, 지역마다 약간씩 다르다. 청위편의 경우 연속변조는 4가지 종류가 있다. 첫째는 중첩어에서 일어나는 연속변조이다. 중첩어를 이루는 글자의 성조가 양평이나 거성일 경우, 두 번째 글자가 음평이 되며, (예시: 爸爸[pa2pa1]·婆婆[pʰo2pʰo1]·舅舅[tɕiəu4tɕiəu1]·帕帕[pʰa4pʰa1]) 중첩어를 이루는 글자가 상성일 경우, 두 번째 글자는 양평이 된다. (예시: 姐姐[tɕiai3tɕiai2]·板板[pan3pan2]) 둘째는 끝 글자가 儿인 어휘나 얼화어의 끝 글자의 연속변조이다. 양평 글자 끝에 얼을 붙이면 얼은 음평으로 변화한다. (예시: 娃儿[ua2ɚ1]·瓢儿[pʰiau2ɚ1]) 얼화어의 끝 글자가 양평이라면, 이 글자는 음평이 된다. (예시: 葡萄儿[pʰu2tʰɚ1]·麻雀儿[ma2tɕʰyɚ1]) 셋째는 특정 글자의 연속변조이다. 예를 들어 '去'·'头'·'面'·'上' 등 허사(虛辭)는 대부분의 경우 음평으로 읽는다. (예시: 下去[saŋ4tɕʰe1]·屋头[vu2tʰəu1]·外面[uai4mian1]·身上[sen1saŋ1]) 넷째는 두 글자 단어 또는 세 글자 단어의 두 번째 글자가 많은 경우에 음평으로 변조되는 경우이다. (예시: 娘[ku2niaŋ1]·经佑[tɕin1iəu1]·院坝[yuən4pa1]·龙门阵[noŋ2mən1tsən4]·明年子[min2nʲian1tsɿ3])

### 얼화
얼화는 민장소편의 소수 지역을 제외한 쓰촨어에서 자주 나타난다. 쓰촨어 내부의 얼화는 비교적 일치하지만 북방관화의 얼화와는 큰 차이가 있다. 쓰촨어의 얼화운은 [ɚ]·[iɚ]·[uɚ]·[yɚ] 4개뿐이지만, 북방관화의 얼화운은 26개이다. 청위편의 37개의 운모 중 [ɚ]·[iai]·[ue]·[yoŋ]·[yu] 5개만이 얼화될 수 없으며, 나머지 32개의 운모 중 모든 촬구호 운모는 [yɚ]로 얼화되며, (예시: 汤圆儿[tʰaŋ1yɚ2]·麻雀儿[ma2tɕʰyɚ1]) 모든 제치호 운모는 [iɚ]로 얼화되며, (예시: 妖艳儿(꾸미기를 좋아하다/뽐내기를 좋아하다/의기양양하다)[iau1iɚ2]·背心儿[pei4ɕiɚ1]) 모든 합구호 운모는 [uɚ]로 얼화되며, (예시: 颤花儿(나서기를 좋아하다)[tsan4xuɚ1]·街娃儿(불량소년)[kai1uɚ2]) 모든 개구호 운모는 [ɚ]로 얼화된다. (예시: 齁包儿(만성 기관염 또는 폐심장증에 걸린 사람)[xəu1pɚ1]·舌头儿[se2tʰɚ1]) [o]·[oŋ]는 순음 성모와 같이 있을 때는 [ɚ]로 얼화되며, (예시: 棚棚儿[pʰoŋ2pʰɚ1]·钵钵儿[po2pɚ1]) 기타 경우는 [uɚ]로 얼화된다. (예시: 窝窝儿[o1uɚ1]·火锅儿[xo3kuɚ1])

### 창어의 음운에 대한 영향
쓰촨어의 근원의 하나인 고촉어(古蜀語)는 창어(羌語)와 밀접한 관계가 있다. 창족(羌族)과 파촉족(巴蜀族)의 교류가 활발하고 창어의 각 방언 사이의 소통이 어려운 까닭에 쓰촨어는 창족의 서로 다른 지역 사이의 소통을 위한 공통어가 되었으며, 쓰촨어(창족은 '한화(漢話)'라고 불렀다.)(특히 창족 집거구 주변의 쓰촨어)는 창어에 막대한 영향을 주었다. 남부창어(南部羌語)는 쓰촨어의 영향으로 인해 성조가 생겼다. 창어의 타오핑어(桃坪語)는 6개의 성조가 있으며, 그 중 5개는 쓰촨어에서 온 외래어와 관련 있다. 이 5개의 성조는 창족 집거구 주변의 쓰촨어와 조류가 같을 뿐 아니라 성조값까지 거의 같다. 또한 창어는 쓰촨어의 영향으로 인해 자음음소 [f]·단원음음소 [ʅ]·이합원음·삼합원음·비음미운모 등의 요소가 생겨났다.
| 방언점             | 언어 종류 | 음평  | 양평  | 상성  | 거성  | 입성  |
| ------------------ | --------- | ----- | ----- | ----- | ----- | ----- |
| 타오핑어           | 남부창어  | ˥˥ 55 | ˧˩ 31 | ˥˩ 51 | ˩˧ 13 | ˧˧ 33 |
| 마오현어(茂縣語)   | 쓰촨어    | ˥˥ 55 | ˧˩ 31 | ˥˧ 53 | ˩˧ 13 | ˧˧ 33 |
| 원촨어(汶川語)     | 쓰촨어    | ˥˥ 55 | ˧˩ 31 | ˦˨ 42 | ˩˧ 13 | ˧˧ 33 |
| 두장옌어(都江堰語) | 쓰촨어    | ˥˥ 55 | ˧˩ 31 | ˦˨ 42 | ˩˧ 13 | ˧˧ 33 |
| 리셴어(理縣語)     | 쓰촨어    | ˥˥ 55 | ˧˩ 31 | ˥˧ 53 | ˧˥ 35 | ˦˦ 44 |

## 어휘
쓰촨어의 어휘는 주로 중·상고시대 파촉어(巴蜀語)의 어휘, 명청 시대의 이민에서 비롯된 어휘, 그리고 고대 중국어 공통어의 어휘에서 유래한다. 근몇 년 이래에는 보통화·영어 등의 외래 언어의 어휘가 쓰촨어에 대량 유입되었으며, 또한 '雄起'('기운을 내다' 또는 '격령한 언행을 통해 답례하다')·'勾兑'('물자적인 수단을 통해 사람들과 소통하다')·'假打'('과장되거나 거짓된 말을 하면서 실현하지는 않음')·'洗白'('끝장나다')·'冒泡儿'('오랜만에 나서다') 등의 쓰촨어 신어휘가 청두시(成都市)·충칭시(重慶市)에서부터 급속도로 쓰촨 전역으로 확산되었다. 쓰촨어의 어휘는 뚜렷한 지역 특색을 갖추며, 파촉 지역의 독특한 문화와 풍속을 반영한다.
쓰촨어의 어휘는 다른 중국어와 매우 큰 차이를 보인다. 쓰촨어와 가장 밀접한 관계에 있는 윈난어(雲南語)조차 58.3%의 어휘만을 쓰촨어와 공유한다. 쓰촨어가 이민들이 가져온 샹어(湘語)·간어(贛語) 등 남방 중국어의 영향을 받은 이유로, 쓰촨어의 어휘는 북방관화(北方官話)와 매우 큰 차이가 있다. 쓰촨어는 비록 관화(官話)의 갈래로 분류되지만, 북방관화와 같은 어휘는 47.8%뿐이며, 이는 샹어의 54.9%와 간어의 49.4%에 못 미친다.

### 어형
쓰촨어의 어형은 보통화와 많이 다르다. 쓰촨어의 많은 어휘가 보통화와 다른 음절수를 갖는다. 예를 들어 쓰촨어에서 단음절이지만 보통화에서는 다음절이거나, 반대로 쓰촨어에서는 다음절이고 보통화에서는 단음절이거나, 둘 다 다음절이지만 음절수가 다른 어휘가 일부 존재한다.
|                                         | 쓰촨어 | 보통화 | 의미     | 쓰촨어   | 보통화 | 의미          | 쓰촨어       | 보통화 | 의미                 | 쓰촨어 | 보통화 | 의미          |
| --------------------------------------- | ------ | ------ | -------- | -------- | ------ | ------------- | ------------ | ------ | -------------------- | ------ | ------ | ------------- |
| 쓰촨어는 단음절, 보통화는 쌍음절인 경우 | 歪     | 凶恶   | 흉악하다 | 跩       | 摔倒   | 넘어지다      | 巴           | 粘贴   | 붙이다               | 谙     | 以为   | ...인 줄 알다 |
| 쓰촨어는 단음절, 보통화는 쌍음절인 경우 | 奓     | 张开   | 벌리다   | 饮       | 浇灌   | 물을 주다     | 抱           | 孵化   | 부화하다             | 刨     | 拨弄   | 해작거리다    |
| 쓰촨어는 단음절, 보통화는 쌍음절인 경우 | 左     | 调换   | 교체하다 | 马       | 欺负   | 괴롭히다      | 费           | 调皮   | 말썽 부리다          | 摌     | 抽打   | 때리다        |
| 쓰촨어는 단음절, 보통화는 쌍음절인 경우 | 撵     | 追赶   | 쫓아가다 | 号       | 批阅   | 읽고 정정하다 | 咀           | 吮吸   | 빨다                 | 捱     | 拖延   | 미루다        |
| 쓰촨어는 단음절, 보통화는 쌍음절인 경우 | 搌     | 挪动   | 옮기다   | 争       | 欠缺   | 결핍되다      | 怄           | 难过   | 속상하다             | 摸     | 磨蹭   | 꾸물거리다    |
| 쓰촨어는 단음절, 보통화는 쌍음절인 경우 | 面     | 面条   | 면발     | 湓       | 溢出   | 넘치다        | 槽           | 翻动   | 위치나 모양을 바꾸다 | 翕     | 裂开   | 갈라지다      |
| 쓰촨어는 쌍음절, 보통화는 단음절인 경우 | 巴适   | 好     | 좋다     | 欛欛     | 柄     | 손잡이        | 𤆵和         | 软     | 부드럽다             | 几下   | 快     | 빨리          |
| 쓰촨어는 쌍음절, 보통화는 단음절인 경우 | 瓢羹儿 | 勺     | 수저     | 估到     | 逼     | 핍박하다      | 雾罩         | 雾     | 안개                 | 经事   | 韧     | 질기다        |
| 쓰촨어는 쌍음절, 보통화는 단음절인 경우 | 嘎嘎   | 肉     | 고기     | 啪啦     | 堆     | 더미          | 盐巴         | 盐     | 소금                 | 盅盅儿 | 盅     | 잔            |
| 쓰촨어는 삼음절, 보통화는 쌍음절인 경우 | 棒老二 | 土匪   | 도적     | 巴壁虎儿 | 壁虎   | 벽호          | 檐老鼠(耗儿) | 蝙蝠   | 박쥐                 | 扯把子 | 撒谎   | 거짓말 하다   |
| 쓰촨어는 삼음절, 보통화는 쌍음절인 경우 | 怀儿婆 | 孕妇   | 임신부   | 磕膝头儿 | 膝盖   | 무릎          | 马马灯儿     | 蜻蜓   | 잠자리               | 袜底板 | 鞋垫   | 신발 밑창     |
| 쓰촨어는 삼음절, 보통화는 쌍음절인 경우 | 雪弹子 | 冰雹   | 우박     | 贼娃子   | 小偷   | 도둑          | 偷油婆       | 蟑螂   | 바퀴벌레             | 冒皮皮 | 吹牛   | 허풍 떨다     |

쓰촨어와 보통화의 어휘의 형태소의 관계는 세 가지 경우로 나뉜다. 첫째, 쓰촨어에는 보통화에서와 전혀 다른 형태소들로 이루어진 어휘들이 다수 존재한다. 둘째, 쓰촨어에도 일부 형태소가 보통화와 같은 어휘가 일부 존재한다. 셋째, 쓰촨어의 일부 어휘는 보통화와 같은 형태소들로 이루어지지만, 이들이 나타나는 순서가 다르다.
|                      | 쓰촨어 | 보통화 | 의미     | 쓰촨어 | 보통화 | 의미        | 쓰촨어 | 보통화 | 의미       | 쓰촨어 | 보통화 | 의미              |
| -------------------- | ------ | ------ | -------- | ------ | ------ | ----------- | ------ | ------ | ---------- | ------ | ------ | ----------------- |
| 완전히 다른 경우     | 虱     | 痒     | 가렵다   | 躂     | 跌     | 쓰러지다    | 耍     | 玩     | 놀다       | 院     | 绕     | 맴돌다            |
| 완전히 다른 경우     | 车     | 转     | 돌다     | 膀     | 碰     | 부딪히다    | 膼     | 踢     | 차다       | 斗     | 拼     | 합치다            |
| 완전히 다른 경우     | 煪     | 熏     | 그을리다 | 豁     | 骗     | 속이다      | 跍     | 蹲     | 쭈그리다   | 挼     | 揉     | 비비다            |
| 완전히 다른 경우     | 破     | 剖     | 가르다   | 掌     | 扶     | 짚다        | 默     | 想     | 생각하다   | 挎     | 脱     | 벗다              |
| 완전히 다른 경우     | 晏     | 晚     | 늦다     | 叫     | 喊     | 외치다      | 拢     | 到     | 도착하다   | 蹅     | 踩     | 밟다              |
| 완전히 다른 경우     | 酽     | 浓     | 진하다   | 校     | 试     | 시도하다    | 痨     | 毒     | 독         | 滗     | 滤     | 거르다            |
| 완전히 다른 경우     | 过孽   | 吵架   | 싸우다   | 噗鼾   | 呼噜   | 코골이      | 活路   | 工作   | 일         | 婆娘   | 妻子   | 아내              |
| 완전히 다른 경우     | 经悠   | 照顾   | 보살피다 | 灶屋   | 厨房   | 주방        | 刹角   | 结束   | 끝나다     | 横顺   | 反正   | 어차피            |
| 완전히 다른 경우     | 踏谑   | 作践   | 망치다   | 背时   | 倒霉   | 재수 없다   | 撑抖   | 整齐   | 가지런하다 | 安生   | 打算   | ... 할 계획이다   |
| 완전히 다른 경우     | 往回   | 以前   | 이전     | 二回   | 以后   | 이후        | 颈项   | 脖子   | 목         | 謱謰   | 邋遢   | 난잡하다          |
| 완전히 다른 경우     | 晓得   | 知道   | 알다     | 造孽   | 可怜   | 불쌍하다    | 安逸   | 舒服   | 편하다     | 行适   | 能干   | 유능하다          |
| 완전히 다른 경우     | 踏踏   | 地方   | 곳       | 弯酸   | 为难   | 난처하다    | 各人   | 自己   | 자기       | 相因   | 便宜   | 싸다              |
| 완전히 다른 경우     | 嬢嬢   | 阿姨   | 아주머니 |        |        |             |        |        |            |        |        |                   |
| 부분적으로 같은 경우 | 拉丝   | 拉链   | 지퍼     | 火炮儿 | 鞭炮   | 폭죽        | 转来   | 回来   | 돌아오다   | 蹄花儿 | 蹄膀   | 족발              |
| 부분적으로 같은 경우 | 院坝   | 院子   | 마당     | 擤鼻子 | 擦鼻涕 | 콧물을 닦다 | 火闪   | 闪电   | 번개       | 打伙   | 合伙   | 합작하다          |
| 부분적으로 같은 경우 | 灰面   | 面粉   | 밀가루   | 向火   | 烤火   | 불에 굽다   | 皮面   | 表面   | 표면       | 缺缺   | 缺口   | 흠집              |
| 부분적으로 같은 경우 | 抽抽   | 抽屉   | 서랍     | 皱皱   | 褶皱   | 주름        | 别个   | 别人   | 타인       | 不了   | 不止   | ...에 그치지 않다 |
| 부분적으로 같은 경우 | 少午   | 午饭   | 점심밥   | 侧边   | 旁边   | 옆          | 失悔   | 后悔   | 후회하다   | 声气   | 声音   | 소리              |
| 순서가 다른 경우     | 鸡公   | 公鸡   | 수탉     | 鸡婆   | 母鸡   | 암탉        | 气力   | 力气   | 힘         | 开裂   | 裂开   | 갈라지다          |
| 순서가 다른 경우     | 闹热   | 热闹   | 번화하다 | 钱纸   | 纸钱   | 지전        | 人客   | 客人   | 손님       | 欢喜   | 喜欢   | 좋아하다          |

### 어의
쓰촨어의 일부 어휘는 어형이 보통화와 일치하지만 의미는 완전히 다르다. 예를 들어 '造孽'는 쓰촨어에서 '불쌍하다'는 뜻이지만, 보통화에서는 '나쁜 일을 한다'는 뜻의 불교 용어이다. '饮'은 쓰촨어에서 '식물에 물을 주다'라는 뜻이지만, 보통화에서는 '마시다' 또는 '가축에게 물을 먹이다'라는 뜻이다. '不好'는 쓰촨어에서 '병에 걸리다'라는 뜻이지만, 보통화에서는 '好'의 반댓말이다. 쓰촨어의 일부 어휘는 어형이 보통화와 일치하고 보통화보다 더 많은 의미를 가지기도 한다. 예를 들어 '鼻子'는 쓰촨어에서 '코' 말고도 '콧물'을 뜻할 수 있다. '新鲜'은 쓰촨어에서 '깨어나다'라는 뜻이 더 있다. '醒'은 쓰촨어에서 '식품이 변질하다'라는 뜻을 추가로 갖는다.

### 금기어
쓰촨어는 풍부한 금기어 체계를 이룬다. 전한 양웅(揚雄)의 《방언(方言)》에는 파촉어의 금기어에 대한 기록이 존재한다. 쓰촨어의 금기어는 파촉 지역의 풍속과 언어적 특징이 많이 반영되어 있다. 쓰촨어에서는 흉악한 동물에 대하여 말하기를 기피한다. 예를 들어 뱀을 직접 부르는 대신 '梭老二'·'梭梭'·'干黄鳝'·'长虫' 등으로 부른다. 호랑이는 '猫猫'·'大猫'·'大头猫'·'扁担花' 등으로, 여우는 '毛狗'로, 쥐는 '耗子'·'老水子'·'高客'·'喜马' 등으로 돌려 부른다. 쓰촨어에서는 불길하거나 점잖지 않은 단어 역시 기피한다. 예를 들어 '散'과 동음인 '伞' 대신 '撑花儿'·'撑子'를 사용한다. '사망하다'는 쓰촨어에서 흔히 '不在'라고 말하며, '莫搞了'·'莫脉了'·'戳火了'·'撬杆儿了'·'翻翘了' 등도 사용된다. '병을 앓다'는 쓰촨어에서 '不好'·'装狗(狗)'·'变狗(狗)'라고 말한다. '여성 생식기'를 뜻하는 '屄'는 발음이 [pʰi1]인 유일한 글자인데, 민국 이전까지 매우 기피되는 허사였으며, 이와 발음이 같던 '批'·'披' 등 글자들은 모두 [pʰei1]로 발음이 바뀌었다. 이 어휘는 1960년대 이후부터야 강회관화(江淮官話)의 경우와 같이 분풀이나 욕설을 하는 데에 쓰이기 시작하였다.

### 다른 중국어 방언의 어휘와의 관계
쓰촨어와 어휘를 공유하는 비율의 높낮이는 그 언어와 쓰촨어의 가까운 정도를 반영한다. 그런 의미에서 쓰촨어와 가장 가까운 중국어 방언은 같은 서남관화에 속하는 윈난어(雲南語)이다. 그러나 쓰촨과 윈난·구이저우 지역의 인구 구성의 차이로 인해 어휘 상의 차이는 이미 커진 상태다. 서남관화 구역을 제외하면 샹어(湘語)가 그 다음으로 가깝다. 쓰촨어와 샹어는 독특한 어휘를 대량으로 공유한다. 반면 샹어는 쓰촨·충칭 지역이 아닌 윈난·구이저우·후베이 등지의 서남관화와는 가깝지 않은 편이다. 샹어와 쓰촨어가 가까운 것은 주로 청나라 초기에 호광전사천(湖廣塡四川) 이민 운동이 일어나는 동안, 샹어 구역에서 쓰촨으로 대량의 이민이 있었으며, 이들이 샹어의 많은 양의 어휘를 쓰촨어로 가져왔기 때문이다. 양웅(揚雄)의 《방언(方言))》에서 (샹어의 전신이라고 할 수 있는) 고초어(古楚語)로 분류되는 '謱謰'(쓰촨어 속칭 '裸连')('말이 많다'는 뜻)·'革'(쓰촨어 '老革革')('늙었다'는 뜻)·'崽'(쓰촨어 '崽儿'/'崽崽')('아들'이라는 뜻) 등 어휘가 쓰촨어에 진입하였으며, 쓰촨어의 '蚌壳'('민물조개')·'跍'('쭈그리고 앉다')·'侧边'('옆')·'酽'('걸쭉하다')·'灶屋'('주방')·'堂屋'('정방') 등 어휘도 샹어에서 왔을 가능성이 크다. 간어(贛語) 역시 쓰촨어와의 유사성이 쓰촨어처럼 관화(官話)에 속하는 북방관화(北方官話)를 뛰어넘으며, 이 역시 청나라 초기에 쓰촨으로 들어온 장시(江西) 이민과 연관이 있다.
| 순위 | 방언 종류          | 방언구역         | 쓰촨어와 같은 어휘의 비율 |
| ---- | ------------------ | ---------------- | ------------------------- |
| 1    | 윈난어             | 쿤밍어(昆明語)   | 58.3%                     |
| 2    | 신샹어(新湘語)     | 창사어(長沙語)   | 54.9%                     |
| 3    | 강회관화(江淮官話) | 양저우어(揚州語) | 52.7%                     |
| 4    | 간어               | 난창어(南昌語)   | 49.4%                     |
| 5    | 북방관화           | 베이징어(北京語) | 47.8%                     |
| 6    | 우어(吳語)         | 쑤저우어(蘇州語) | 36.4%                     |
| 7    | 광둥어(廣東語)     | 광저우어(廣州語) | 27.4%                     |
| 8    | 하카어(客家語)     | 메이셴어(梅縣語) | 27.2%                     |
| 9    | 민어(閩語)         | 샤먼어(厦門語)   | 20.2%                     |

### 창어의 어휘에 대한 영향
창어(羌語)에는 쓰촨어에서 온 많은 양의 외래어를 가지고 있다. 이들은 주로 명사·동사이며, 소수는 양사·부사·접속사이다. 쓰촨어 외래어가 미치는 범위는 매우 넓다. 창어의 각 지역이 한족의 영향을 받은 정도는 다르며, 쓰촨어 외래어의 비율도 다르다. 전체적으로 보았을 때 쓰촨어 외래어가 창어 어휘에서 차지하는 비율은 약 10%~30%이다. 창어의 쓰촨어 외래어 발음은 창족 집거구 주변 지역의 쓰촨어와 대체로 같으며, 쓰촨어처럼 옛음을 많이 보존하기도 하였다.

## 문법

### 형태론

#### 접사
쓰촨어의 접사는 보통화와 비교적 큰 차이가 있다. 쓰촨어에는 보통화에 없는 특유의 접사가 일부 존재한다. 예를 들어 '倒'는 쓰촨어에서 자주 쓰이는 동사 접사이며, '估倒'(핍박하다)·'谙倒'(추측하다)·'马倒'(억압하다)·'默倒'(...인 줄 알다)·'审倒'(떠보다)·'阴倒'(진중하다)·'幽倒'(주의하다) 등의 상용 어휘들을 조합할 수 있다. '头'도 쓰촨어에서 흔히 보이는 동사 접사이며, '学头'·'看头'·'搞头'·'吃头'·'做头'·'讨论头'·'复习头' 등을 조합할 수 있다. 예를 들어 쓰촨어에서 '钓鱼城有没得耍头'는 '조어성(钓鱼城) 재미나나요'라는 뜻이다.
쓰촨어의 일부 접사는 보통화에도 있지만 사용 범위에서 큰 차이를 보인다. 예를 들어 쓰촨어에서 접사 '子'는 보통화에는 없는 '蜂子'(꿀벌)·'耳子'(목이)·'砣子'(주먹)·'羊子'(양)·'烟子'(담배)·'今年子'(올해)·'明年子'(내년) 등 어휘를 구성할 수 있다. 또한 쓰촨어에서 '子'는 '分分子'·'角角子'·'两两子'·'斤斤子'에서처럼 중첩어 뒤에 붙어 수량이 적음을 나타내는 용법이 존재한다. 예를 들어 '你咋个净给我些角角子'는 쓰촨어에서 '왜 저에게 이런 몇 자오짜리 지폐만 주나요'라는 뜻이 된다. 베이징어에는 끝 글자가 儿인 어휘가 없으며, 접사 儿은 항상 얼화의 형식으로 나타난다. 반면 쓰촨어에는 '裤儿'·'帽儿'·'娃儿'·'刀儿'·'偷儿'·'样儿'·'锅儿' 등 끝 글자가 儿인 어휘가 많은 수 존재한다. 다른 예를 들면, 명사 접사 '家'는 쓰촨어에서 사람 간의 대립을 나타낼 수도, 시간을 나타낼 수도 있다. 전자가 기술한 용법의 예에는 '姑娘家'·'儿娃子家'·'婆娘家'·'男人家'·'娃儿家'·'大人家'가 있으며, 이 경우 '家'를 중첩하여 경시의 의미를 낼 수 있다. 예를 들어 '儿娃子家家的，还啬得很'은 청두어에서 '남자 아이가 어쩌면 이리 쩨쩨하니'라는 뜻이다. 후자가 기술한 용법의 예에는 '春天家'·'白天家'·'往回家' 등이 있다.

### 통사론
쓰촨어에는 보통화에서는 볼 수 없는 다양한 문장 구조들이 존재한다. 예를 들어 '得' 글자 관련 문장 구조에는 '得V/不得V'·'V得/V不得'·'V得C/V得不C'·'V得C(O)'·'V得有(O)'(V는 동사, C는 보어, O는 목적어) 등이 있으며, 이는 '得'의 시대별 용법이 누적된 결과이다. 쓰촨어 특유의 문장 구조는 그 밖에도 'V都V了'·'V起来/V起去/V起XY'·'到X不X(Y)'·'X不(没)XY'·'X都XY了'·'X都要XY'·'X就XY' 등이 있다.
| 문장 구조   | 예문                   | 보통화 번역              | 한국어 번역                         |
| ----------- | ---------------------- | ------------------------ | ----------------------------------- |
| 得V/不得V   | 事情汤水很了，我不得幹 | 事情很麻烦的话，我不会幹 | 일이 번거롭다면, 하지 않을 것입니다 |
| V得/V不得   | 你硬是走不得           | 你真是不能走（很长的）路 | (먼) 길을 잘 못 걷는군요            |
| V得/V不得   | 你硬是走不得           | 你不要走                 | 가지 마세요                         |
| V得C/V得不C | 把屋头收拾得巴巴适适   | 把屋里收拾妥贴           | 방을 깨끗하게 치우세요              |
| V起XY       | 把人客请起进来         | 把客人请进来             | 손님을 들여보내세요                 |
| X是XY       | 我是可以去耍           | 我虽然可以去玩           | 놀러 갈 수 있지만                   |
| X是XY       | 我是可以去耍           | 我当然可以去玩           | 물론 놀러 갈 수 있습니다            |

## 문자 체계

### 쓰촨 방언자
쓰촨어의 어휘가 중국의 공통어인 북방관화(北方官話)와 큰 차이가 있기 때문에, 일반적인 한자만으로는 파촉(巴蜀) 지역의 의사소통을 만족시킬 수 없었다. 일반 한자의 부족함을 채우기 위하여 쓰촨어에 바탕을 둔 쓰촨 방언자(四川方言字)가 만들어졌다. 쓰촨 방언자는 형성과 회의의 방법을 사용하여 표준 중국어에는 없는 특유의 어휘를 표기한다. 예를 들어 '㧯'(쓰촨어 병음: nao3, 의미: 잡아쥐다)·'𢭃'(쓰촨어 병음: dou4, 의미: 맞부딪히다/모으다/잇다)·'𤆵'(쓰촨어 병음: pa1, 의미: 부드럽다/흐물흐물하다) 등은 형성의 방법을 사용하여 만든 쓰촨방언자이며, '𨈓'(쓰촨어 병음: nang1, 의미: 왜소하다)·'𡘧'(쓰촨어 병음: qia2/ka2, 의미: 건너뛰다/큰 걸음으로 걷다)·'嫑'(쓰촨어 병음: biao1, 의미: ...하지 마라) 등은 회의의 방법을 사용하여 만든 쓰촨방언자이다. 일부 쓰촨 방언자는 관련 어휘와 함께 표준 중국어에 들어오기도 하였다. 예를 들어 '搞'라는 글자는 쓰촨방언자 출신이다.

### 쓰촨어 병음
쓰촨어 병음은 쓰촨어의 로마화 방안으로서 일부 쓰촨어 사전에서 채택하고 있다. 한어병음을 참고하여 설계된 이유로, 국제음성기호보다 편리하지만 쓰촨어의 음운적 특징을 정확히 반영하지 못한다는 단점이 있다.

## 생존 위기
쓰촨성(四川省)·충칭시(重慶市)는 방언이 강세적인 지역으로 평가되지만, 쓰촨어의 생존 여건은 중국 정부의 보통화 보급 정책의 심각한 타격을 받고 있다. 일부 학자들은 중국의 정치적·경제적 배경으로 인해 쓰촨어가 먼 미래에 보통화로 완전히 대체될 가능성이 있다고 판단한다. 쓰촨어가 방송·미디어·일부 공공장소에서 사용이 제한되고, 학교에 쓰촨어를 가르치는 수업이 없고 교육 활동에서도 되도록 보통화를 사용하기 때문에, 쓰촨성·충칭시 지역의 80년대 이후에 태어난 사람들은 모어 능력이 비교적 약하며, 이들의 쓰촨어는 보통화의 영향을 심하게 받았다. 구체적으로는 특유의 언어 요소들이 점차 보통화를 닮아가고 있으며, 보통화의 언어 요소가 쓰촨어로 들어가기에는 무리가 있으므로 쓰촨어의 음운 체계는 단순화되어 가고 있다.
이와 동시에 쓰촨성·충칭시의 시민들은 보통화의 보급으로 인해 모순된 심리에 빠지게 되었다. 즉, 쓰촨어에 대해서는 높은 충성도를 보이지만, 쓰촨어의 지위가 보통화보다 낮다고 생각하는 심리가 형성되었다. 이러한 심리는 쓰촨어의 쇠퇴를 어느 정도 가속시켰다. 입성이 보존된 민장소편(岷江小片)은 상대적 강세에 있는 청위편(成渝片)과 보통화의 이중적 영향을 받아 더욱 위급한 처지에 놓여있다.
현재의 젋은 세대들은 모어 교육의 부족으로 인해 쓰촨어의 풍부한 어휘·구(句)·문장구조를 숙달하지 못하게 되었으며, 쓰촨어의 많은 양의 글자의 발음을 익히지 못한 채 보통화의 음운을 기계적으로 모방하는 경향이 있다. 예를 들어 성모 [v]의 결손은 젋은 세대에서 심각하며, 성모 [ŋ]와 운모 [yo] 역시 어느 정도 결손된다. 성모 [k]를 [tɕ]로, 성모 [s]를 [tsʰ]로, 성모 [x]를 [ɕ]로, 운모 [ən]을 [uən]으로, 운모 [ue]를 [o]로 잘못 읽는 등의 현상도 두드러지게 나타난다. 그러나 일부 학자들은 특유의 성조값을 비롯한, 쓰촨어의 일부 고유의 음계적 특징이나, 보통화로 대체되기 어려운 일부 운모·성모들은 어느 정도 기간동안은 유지될 것이라고 본다.
| s와 tsʰ 서로 오독    | 글자 예시 | 蝉     | 晨     | 纯     | 常     | 碎      | 慎     | k를 tɕ로 오독      | 글자 예시 | 街     | 阶      | 解     | 间     | 觉     | 角     |
| s와 tsʰ 서로 오독    | 원래 발음 | san2   | sən2   | sun2   | saŋ2   | tsʰuei4 | tsʰən4 | k를 tɕ로 오독      | 원래 발음 | kai1   | kai1    | kai3   | kan1   | kao4   | ko2    |
| s와 tsʰ 서로 오독    | 오독 발음 | tsʰan2 | tsʰən2 | tsʰun2 | tsʰaŋ2 | suei4   | sən4   | k를 tɕ로 오독      | 오독 발음 | tɕie1  | tɕie1   | tɕie3  | tɕian1 | tɕiau4 | tɕyo2  |
| kʰ를 k/x로 오독      | 글자 예시 | 溉     | 概     | 盥     | 浣     | 皖      | 搁     | x를 ɕ로 오독       | 글자 예시 | 鞋     | 咸      | 陷     | 项     | 巷     | 杏     |
| kʰ를 k/x로 오독      | 원래 발음 | kʰai4  | kʰai4  | kʰuan3 | kʰuan3 | kʰuan3  | kʰo4   | x를 ɕ로 오독       | 원래 발음 | xai2   | xan2    | xan4   | xaŋ4   | xaŋ4   | xən4   |
| kʰ를 k/x로 오독      | 오독 발음 | kai4   | kai4   | kuan4  | xuan4  | uan3    | ko1    | x를 ɕ로 오독       | 오독 발음 | ɕie2   | ɕian2   | ɕian4  | ɕiaŋ4  | ɕiaŋ4  | ɕin4   |
| 성모 nʲ 결손         | 글자 예시 | 研     | 严     | 验     | 宜     | 艺      | 业     | 성모 ŋ 결손        | 글자 예시 | 爱     | 欧      | 淹     | 岩     | 樱     | 硬     |
| 성모 nʲ 결손         | 원래 발음 | nʲian1 | nʲian2 | nʲian4 | nʲi2   | nʲi4    | nʲie2  | 성모 ŋ 결손        | 원래 발음 | ŋai4   | ŋəu1    | ŋan1   | ŋai2   | ŋən1   | ŋən4   |
| 성모 nʲ 결손         | 오독 발음 | ian2   | ian2   | ian4   | i2     | i4      | ie2    | 성모 ŋ 결손        | 오독 발음 | ai4    | əu1     | ian1   | ian2   | in1    | in4    |
| tɕ/ɕ를 ts/s로 오독   | 글자 예시 | 足     | 族     | 速     | 俗     | 遂      | 穗     | tsʰ와 ts 서로 오독 | 글자 예시 | 择     | 造      | 燥     | 浊     | 翅     | 颤     |
| tɕ/ɕ를 ts/s로 오독   | 원래 발음 | tɕyo2  | tɕʰyo2 | ɕyo2   | ɕyo2   | ɕy4     | ɕy4    | tsʰ와 ts 서로 오독 | 원래 발음 | tsʰe2  | tsʰau4  | tsʰau4 | tsʰo2  | tsɿ4   | tsan4  |
| tɕ/ɕ를 ts/s로 오독   | 오독 발음 | tsu2   | tsu2   | su2    | su2    | suei4   | suei4  | tsʰ와 ts 서로 오독 | 오독 발음 | tse2   | tsau4   | tsau4  | tso2   | tsʰɿ4  | tsʰan4 |
| 운모 yo 결손         | 글자 예시 | 屈     | 役     | 虐     | 欲     | 学      | 觉     | ən를 uən로 오독    | 글자 예시 | 尊     | 存      | 孙     | 论     | 顿     | 吞     |
| 운모 yo 결손         | 원래 발음 | tɕʰyo2 | yo2    | yo2    | yo2    | ɕyo2    | tɕyo2  | ən를 uən로 오독    | 원래 발음 | tsən1  | tsʰən2  | sən1   | nən4   | tən4   | tʰən1  |
| 운모 yo 결손         | 오독 발음 | tɕʰy2  | i2     | nye2   | y2     | ɕye2    | tɕye2  | ən를 uən로 오독    | 오독 발음 | tsuən1 | tsʰuən2 | suən1  | nuən4  | tuən4  | tʰuən1 |
| yn를 in/yoŋ으로 오독 | 글자 예시 | 营     | 萦     | 荣     | 尹     | 永      | 泳     | u를 o/əu로 오독    | 글자 예시 | 模     | 佛      | 粥     | 轴     | 六     | 律     |
| yn를 in/yoŋ으로 오독 | 원래 발음 | yn2    | yn2    | yn2    | yn3    | yn3     | yn4    | u를 o/əu로 오독    | 원래 발음 | mu2    | fu2     | tsu2   | tsu2   | nu2    | nu2    |
| yn를 in/yoŋ으로 오독 | 오독 발음 | in2    | in2    | yoŋ2   | in3    | yoŋ3    | yoŋ3   | u를 o/əu로 오독    | 오독 발음 | mo2    | fo2     | tsəu2  | tsəu2  | niəu2  | ny2    |

쓰촨어 쇠퇴는 쓰촨어에 기반한 파촉 문화, 특히 쓰촨어가 담아내는 파촉 전통 예술(촨극(川劇)·쓰촨청음(四川淸音)·쓰촨상서(四川相書)·죽금(竹琴)·금전판(金錢板) 등)에 심각한 타격을 주거나, 심지어 동반 소멸을 가져올 것으로 추측된다. 이로 인해 근 몇 년 이래에 중국 학술계에서는 방언을 보호하자는 목소리가 높아졌다. 일부 쓰촨성·충칭시의 시민들은 쓰촨어에 대한 자신감을 되찾았다. 예를 들어 청두(成都) 지하철의 안내 방송에서 보통화와 영어는 사용하는 반면 쓰촨어는 사용하지 않는다는 사실은 넷상에서 격한 토론을 유발했다. 또한, 중국 광전총국의 쓰촨어 방언극에 대한 금지령 역시 큰 논란을 유발했다.

## 같이 보기
- 쓰촨 보통화